# Basselaksee
Der Basselaksee (russisch Озеро Баселак) ist ein See im zentralen Norden der russischen Region Krasnojarsk.

## Lage
Der Basselaksee liegt in einer Senke im Putorana-Gebirge, das Teil des Mittelsibirischen Berglands ist. Der 597 m hoch gelegene langgestreckte See hat eine Länge von 14 km, eine maximale Breite von etwa 1100 m und ist in Richtung Ostnordost ausgerichtet. Die Wasserfläche beträgt 13,7 km². Der See liegt in einer Tundralandschaft nördlich des Polarkreises. Der See wird am Nord- und Südufer von 800–1200 m hohen Bergen eingerahmt. Die Seeufer sind steil. Der Basselaksee bildet den Ursprung des Ambardach, ein linker Nebenfluss der Maimetscha, im Flusssystem der Chatanga. Der Ambardach entwässert den See an dessen nordöstlichen Ende.

## Einzugsgebiet und Zuflüsse
Das Einzugsgebiet des Basselaksees umfasst 47,8 km². Der Basselaksee hat keine größeren Zuflüsse.

## Seefauna
Im Basselaksee kommen Saiblinge, Barsche, Stenodus nelma, Muksun (Coregonus muksun), Kleine Maräne (Coregonus albula), Stinte und Peledmaräne (Coregonus peled) vor.